# Blankenau
Blankenau ist einer der acht Ortsteilen der Gemeinde Hosenfeld im osthessischen Landkreis Fulda. Das Dorf ist ländlich geprägt.

## Geografie

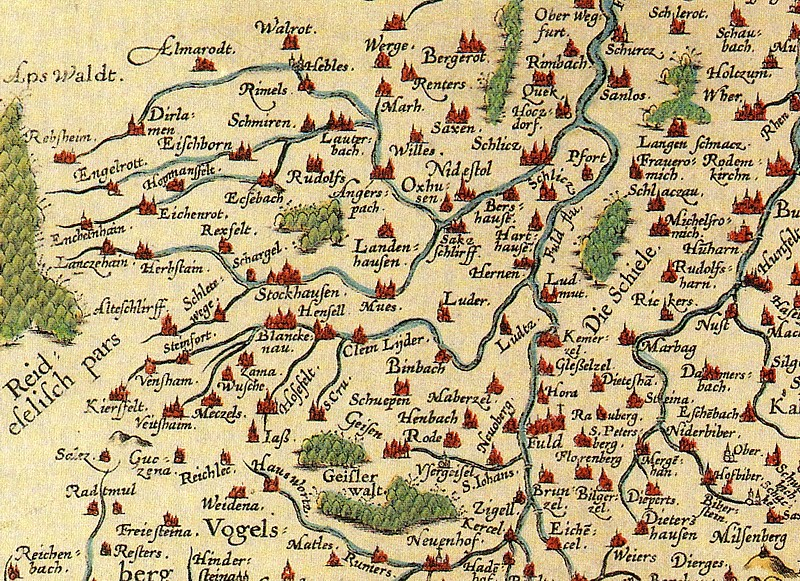
Lage von Blankenau (Blanckenau) auf einer Kartes des Hochstifts Fulda von 1574

### Geografische Lage
Blankenau, dessen Zentrum sich auf 280 m ü. NHN Höhe befindet, liegt im Westen des Landkreises Fulda unmittelbar an der Kreisgrenze zum Vogelsbergkreis. Geographisch wird das Dorf an den östlichen Ausläufern des Vogelsberges zum Fuldaer Graben, der die Rhön und den Vogelsberg voneinander trennt, dem „Fuldaer Vogelsberg“ zugeordnet. Es ist 19 km von der Kreisstadt Fulda entfernt. Blankenau wird vom Fulda-Zufluss Lüder durchflossen. In wesentlichen Teilen liegt die Talaue der Lüder/Schwarza im Gemarkungsgebiet von Blankenau im Auenverbund der Fulda und ist teilweise als Landschaftsschutzgebiet ausgewiesen.

### Aktuelle und historische Siedlungsplätze innerhalb der Gemarkung
Quelle: Historisches Ortslexikon
- Burg Blankenwald[3]
- Wüstung Galgenacker[4]
- Wüstung Liebel[5]
- Pulvermühle[6]
- Wüstung Staken[7]
- Kloster der Vinzentinerinnen (Barmherzige Schwestern des heiligen Vinzenz von Paul) in Blankenau[8]
- Benediktinerinnenkloster Blankenau[9]

### Ausdehnung
Die Gemarkung umfasst eine Fläche von 5,71 km² und hat eine Flächenausdehnung von 4,8 km in Nord-Süd-Richtung und von 5 km in Ost-West-Richtung.

### Nachbarorte
Blankenau grenzt im Norden an die Gemarkung Stockhausen der (Stadt Herbstein) im Vogelsbergkreis, im Osten an die Gemarkung Hainzell, im Süden an die Gemarkungen Schletzenhausen und Hosenfeld (Landkreis Fulda) und im Westen an die Gemarkungen Zahmen der (Gemeinde Grebenhain) und Schlechtenwegen der (Stadt Herbstein) (beide ebenfalls im Vogelsbergkreis).

## Geschichte

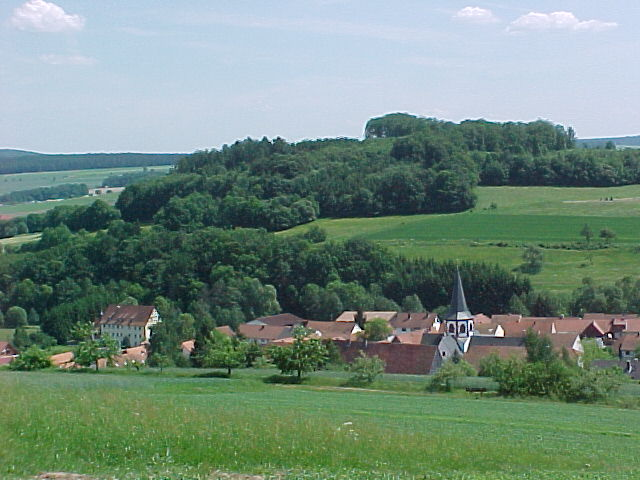
Blick auf Blankenau mit ehem. Klosterkirche und Hospital (links) und den Burgberg der ehem. Burg Blankenwald

### Ortsgeschichte
Blankenau ist zweifelsohne der geschichtsträchtigste Ort in der Gesamtgemeinde. Geschichtlich wurde Blankenau soweit bekannt erstmals in einer Urkunde über die Zerstörung der Burg derer von Blankenwald im Jahre 1264 erwähnt.
Sie trug einst eine vorgeschichtliche Ringwallanlage, die wohl dem Schutze des an dieser Stelle vorbeiführenden Ortesweges, einer frühzeitlichen Handelsstraße aus der Wetterau kommend, diente. Dieser frühmittelalterliche Höhenweg führte über Herchenhain-Crainfeld-Steinfurt-Schlechtenwegen-Blankenau nach Fulda.
Später stand dort die Burg Blankenwald der Herren von Blankenwald, einer Seitenlinie der Herren von Schlitz. Diese Burg war im 13. Jahrhundert eines der gefürchtetsten Raubritternester des Fuldaer Landes. Die Burg wurde deshalb vom damaligen Fuldaer Fürstabt Bertho II. von Leibolz im Jahre 1264 erstürmt und geschleift. Reste der ehemaligen Burganlage sind heute noch feststellbar.
- 1327 fallen Anhänger des Königs Ludwig des Bayern in das Fuldaer Stiftsgebiet ein und verwüsten u. a. auch die Blankenauer Abtei. Um die daraus entstandene Not der Nonnen zu lindern, gestattet Papst Johann der XXII. dem Kloster die Einverleibung der Pfarrei Wingershausen bei Schotten.
- 1525 im beginnenden Bauernkrieg wird auch das Kloster Blankenau zerstört. Nur wenige Nonnen bleiben in den folgenden Jahren in Blankenau.
- 1656 wird das Propsteiamt Blankenau eingerichtet.

Hessische Gebietsreform (1970–1977)
Die bis dahin selbständigen Gemeinden Brandlos, Hainzell, Hosenfeld, Jossa, Pfaffenrod, Poppenrod und Schletzenhausen mit dem Weiler Gersrod gaben am 31. Dezember 1971 ihre Eigenständigkeit auf und wurden im Zuge der Gebietsreform in Hessen auf freiwilliger Basis in die Gemeinde Hosenfeld eingegliedert.
Für alle nach Hosenfeld eingegliederten Gemeinden und die Kerngemeinde wurde je ein Ortsbezirk gebildet.

### Verwaltungsgeschichte im Überblick
Die folgende Liste zeigt die Staaten und Verwaltungseinheiten, denen Blankenau  angehört(e):
- vor 1803: Heiliges Römisches Reich, Hochstift Fulda, Propsteiamt Blankenau
- 1803–1806: Heiliges Römisches Reich, Fürstentum Nassau-Oranien-Fulda,[Anm. 2] Fürstentum Fulda, Amt Blankenau
- 1806–1810: Kaiserreich Frankreich,[Anm. 3] Fürstentum Fulda (Militärverwaltung)
- 1810–1813: Großherzogtum Frankfurt, Departement Fulda, Distrikt Großenlüder
- ab 1816: Kurfürstentum Hessen, Großherzogtum Fulda, Amt Großenlüder[15]
- ab 1821: Kurfürstentum Hessen, Provinz Fulda, Kreis Fulda[Anm. 4]
- ab 1848: Kurfürstentum Hessen, Bezirk Fulda
- ab 1851: Kurfürstentum Hessen, Provinz Fulda, Kreis Fulda
- ab 1867: Norddeutscher Bund,[Anm. 5] Königreich Preußen,[Anm. 6] Provinz Hessen-Nassau, Regierungsbezirk Kassel, Kreis Fulda
- ab 1871: Deutsches Reich,  Königreich Preußen, Provinz Hessen-Nassau, Regierungsbezirk Kassel, Kreis Fulda
- ab 1918: Deutsches Reich, Freistaat Preußen, Provinz Hessen-Nassau, Regierungsbezirk Kassel, Kreis Fulda
- ab 1944: Deutsches Reich, Freistaat Preußen, Provinz Kurhessen, Landkreis Fulda
- ab 1945: Deutsches Reich, Amerikanische Besatzungszone,[Anm. 7] Groß-Hessen, Regierungsbezirk Kassel, Landkreis Fulda
- ab 1946: Deutsches Reich, Amerikanische Besatzungszone, Hessen, Regierungsbezirk Kassel, Landkreis Fulda
- ab 1949: Bundesrepublik Deutschland, Hessen, Regierungsbezirk Kassel, Landkreis Fulda
- ab 1972: Bundesrepublik Deutschland, Hessen, Regierungsbezirk Kassel, Landkreis Fulda, Gemeinde Hosenfeld

## Bevölkerung

### Einwohnerentwicklung
| • 1812: | 52 Feuerstellen, 375 Seelen |

| Blankenau: Einwohnerzahlen von 1812 bis 2020 | Blankenau: Einwohnerzahlen von 1812 bis 2020 | Blankenau: Einwohnerzahlen von 1812 bis 2020 | Blankenau: Einwohnerzahlen von 1812 bis 2020 | Blankenau: Einwohnerzahlen von 1812 bis 2020 |
| --- | -------------------------------------------- | -------------------------------------------- | -------------------------------------------- | -------------------------------------------- |
| Jahr |                                              |                                              |                                              | Einwohner                                    |
| 1812 | 1812                                         |                                              | 375                                          | 375                                          |
| 1834 | 1834                                         |                                              | 480                                          | 480                                          |
| 1840 | 1840                                         |                                              | 450                                          | 450                                          |
| 1846 | 1846                                         |                                              | 490                                          | 490                                          |
| 1852 | 1852                                         |                                              | 455                                          | 455                                          |
| 1858 | 1858                                         |                                              | 485                                          | 485                                          |
| 1864 | 1864                                         |                                              | 496                                          | 496                                          |
| 1871 | 1871                                         |                                              | 430                                          | 430                                          |
| 1875 | 1875                                         |                                              | 491                                          | 491                                          |
| 1885 | 1885                                         |                                              | 491                                          | 491                                          |
| 1895 | 1895                                         |                                              | 435                                          | 435                                          |
| 1905 | 1905                                         |                                              | 405                                          | 405                                          |
| 1910 | 1910                                         |                                              | 423                                          | 423                                          |
| 1925 | 1925                                         |                                              | 438                                          | 438                                          |
| 1939 | 1939                                         |                                              | 477                                          | 477                                          |
| 1946 | 1946                                         |                                              | 661                                          | 661                                          |
| 1950 | 1950                                         |                                              | 635                                          | 635                                          |
| 1956 | 1956                                         |                                              | 549                                          | 549                                          |
| 1961 | 1961                                         |                                              | 525                                          | 525                                          |
| 1967 | 1967                                         |                                              | 552                                          | 552                                          |
| 1970 | 1970                                         |                                              | 527                                          | 527                                          |
| 1979 | 1979                                         |                                              | 610                                          | 610                                          |
| 1995 | 1995                                         |                                              | 693                                          | 693                                          |
| 2011 | 2011                                         |                                              | 729                                          | 729                                          |
| 2020 | 2020                                         |                                              | 753                                          | 753                                          |
| Datenquelle: Historisches Gemeindeverzeichnis für Hessen: Die Bevölkerung der Gemeinden 1834 bis 1967. Wiesbaden: Hessisches Statistisches Landesamt, 1968. Weitere Quellen: LAGIS; Gemeinde Hosenfeld (HW+NW); Zensus 2011 |                                              |                                              |                                              |                                              |

### Einwohnerstruktur 2011
Nach den Erhebungen des Zensus 2011 lebten am Stichtag dem 9. Mai 2011 in Blankenau  729 Einwohner. Darunter waren 15 (2,1 %) Ausländer.
Nach dem Lebensalter waren 150 Einwohner unter 18 Jahren, 291 zwischen 18 und 49, 129 zwischen 50 und 64 und 162 Einwohner waren älter.
Die Einwohner lebten in 282 Haushalten. Davon waren 69 Singlehaushalte, 72 Paare ohne Kinder und 111 Paare mit Kindern, sowie 24 Alleinerziehende und 6 Wohngemeinschaften. In 69 Haushalten lebten ausschließlich Senioren und in 183 Haushaltungen lebten keine Senioren.

### Historische Religionszugehörigkeit
| • 1885: | zwei evangelische (= 0,43 %), 461 katholische (= 99,57 %) Einwohner |
| • 1961: | 6 evangelische (= 1,64 %), 519 katholische (= 98,86 %) Einwohner    |

## Kirchengeschichte / Religion

### Hospital des Klosters

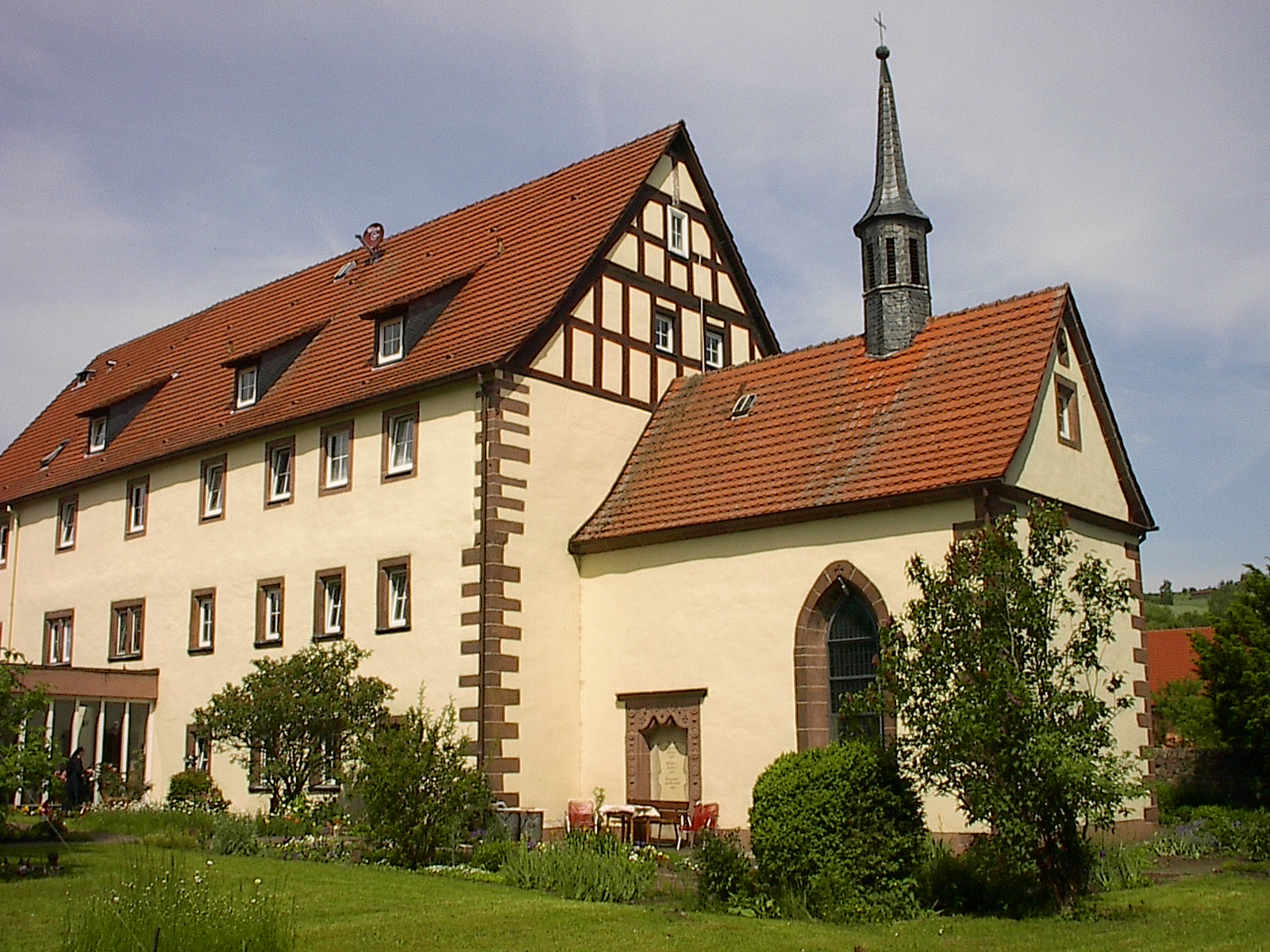
Hospital St. Elisabeth vom Garten aus

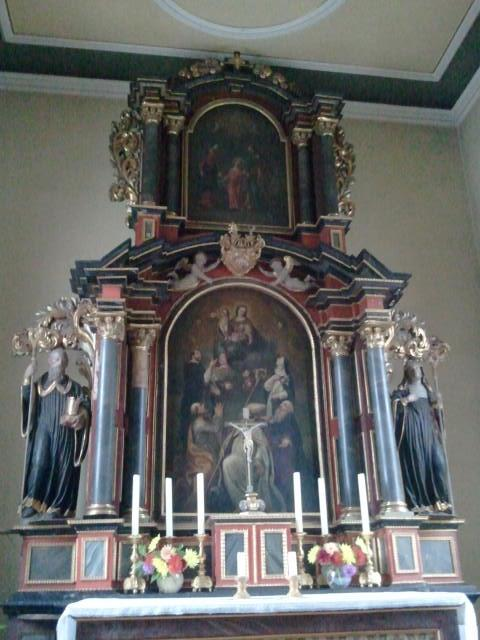
Innenansicht der alten Hauskapelle von St. Elisabeth ((aufgelöst))

Das im Jahre 1287 dem damaligen Kloster angeschlossene Hospital St. Elisabeth besteht noch heute im St.-Elisabethen-Weg 5. Es wurde 1919 von den Nonnen des Ordens der Vinzentinerinnen vom heiligen Vinzenz von Paul, mit seinem Mutterhaus Fulda, übernommen und bis Dezember 2012 betreut. Aufgrund der letzten nur geringen Belegungskapazität (23 Pflegepätze) war die Wirtschaftlichkeit nicht dauerhaft gesichert. Das Mutterhaus entschloss sich für eine neue Einrichtung mit 60 Plätzen in Hosenfeld. Das Alten- und Pflegeheim St. Elisabeth Blankenau wurde im Dezember 2012 durch Umzug in den Kernort Hosenfeld verlegt und durch den Bischof von Fulda Heinz Josef Algermissen als Folgeeinrichtung am 14. Dezember 2012 feierlich eingeweiht und war infolge einer geeigneten Nachfolgenutzung bis Januar 2016 unbewohnt. Zwischenzeitlich wurde 2015 vom Orden das unter Denkmalschutz stehende Gebäude in Privatbesitz veräußert. Seit 2016 wird das ehemalige Hospital von Flüchtlingen durch zugewiesene Flüchtlingsfamilien vom Landkreis Fulda bewohnt.

### Nachklosterzeit und Umwandlung zur Propstei
Mit dem Aussterben des Klosters und den Auswirkungen des Konzil von Trient 1545 bis 1563 durften Frauenklöster nur noch in „befestigten Städten“ errichtet werden. Schon seit 1420 waren den Frauenklöstern des Fuldaer Hoheitsgebietes durch Fürstabt Johannes von Merlau Pröpste für die Verwaltung weltlicher Angelegenheiten beigegeben. So verblieb nach der Auflösung des Klosters auch in Blankenau ein Propst, um die Seelsorge und die ausgedehnten Besitzungen zu verwalten. Um 1600 wurde Blankenau in eine Propstei umgewandelt.

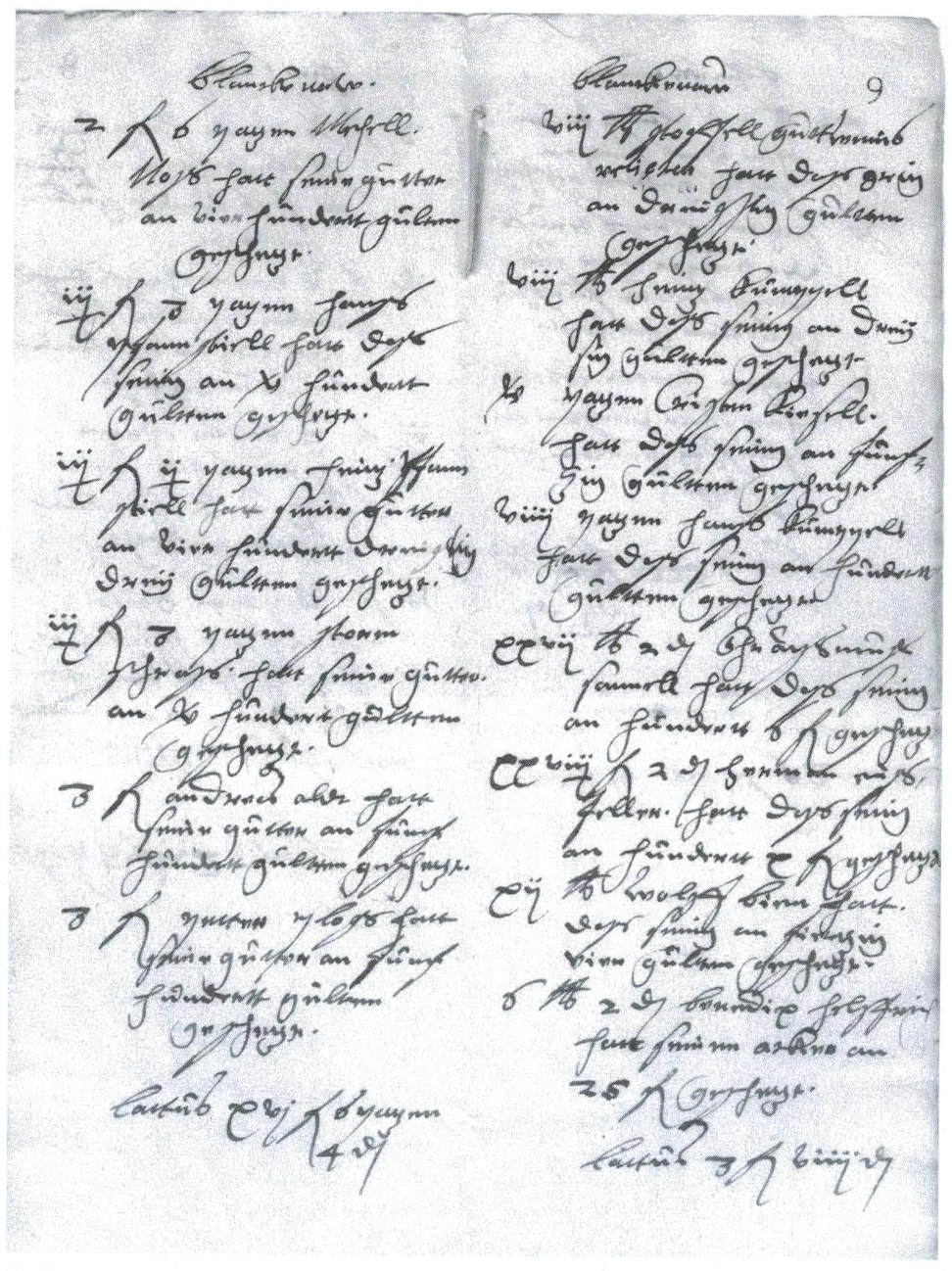
Das „Amt Blankenau“, aus dem Türkersteuerregister von 1605

Im Jahre 1605 wird das „Amt Blankenau“ in der Türkensteuerregister der Fürstabtei Fulda erwähnt, welches die Zahlungen der Untertanen an die Abtei ebenfalls zum „Fuldaer Anteil“ an der Türkensteuer auflistet.

### Dreißigjähriger Krieg (1618–1648)
Das Gebiet des Hochstifts Fulda und Blankenau war im Dreißigjährigen Krieg nicht Hauptkriegsschauplatz. Erst drei Jahre nach Ausbruch kam er im Raum Fulda 1621 mit den protestantischen Söldnergruppen des Dudo von Knipshausen und dem "Tollen Christian" an. Diese plünderten und brandschatzten die Ländereien, zündeten Kirchen und Klöster in Neuenberg und Johannesberg an und forderten Lösegelder. Dennoch war die Region, bedingt durch ihre Lage an der Grenze von katholischen und protestantischen Ländern und als Verkehrsknoten zwischen Nord und Süd, stark vom Krieg betroffen.
Im Jahre 1622 zog der Freischarenführer, Herzog Christian von Braunschweig, genannt der "tolle Christian", mit seinem Heer von Fulda, das er nicht einnehmen konnte, über Haimbach, Rodges, Hainzell und Blankenau in Richtung der Wetterau. Hierbei hatte besonders Blankenau unter den Plünderungen des vorbeiziehenden Söldnerhaufens zu leiden.
In der Folgezeit bestiegen fünf der Pröpste Blankenaus den fürstäbtlichen Thron in Fulda, zwei davon haben die bischöfliche Würde erlangt. Bis zum Jahre 1734 wurden die Blankenauer Pröpste nach ihrem Tode in der Propsteikirche (frühere Klosterkirche) bestattet. 1960 wurden bei der Renovierung der Kirche die Grüfte aufgedeckt und die Toten „recognosciert“.
Um 1700 ließ Propst Bernard von Reinach (1699–1732) das heute noch vorhandenen Propsteischloss nach den Plänen des Franziskanerarchitekten Antonius Peyer vom Kloster Frauenberg in Fulda errichten.

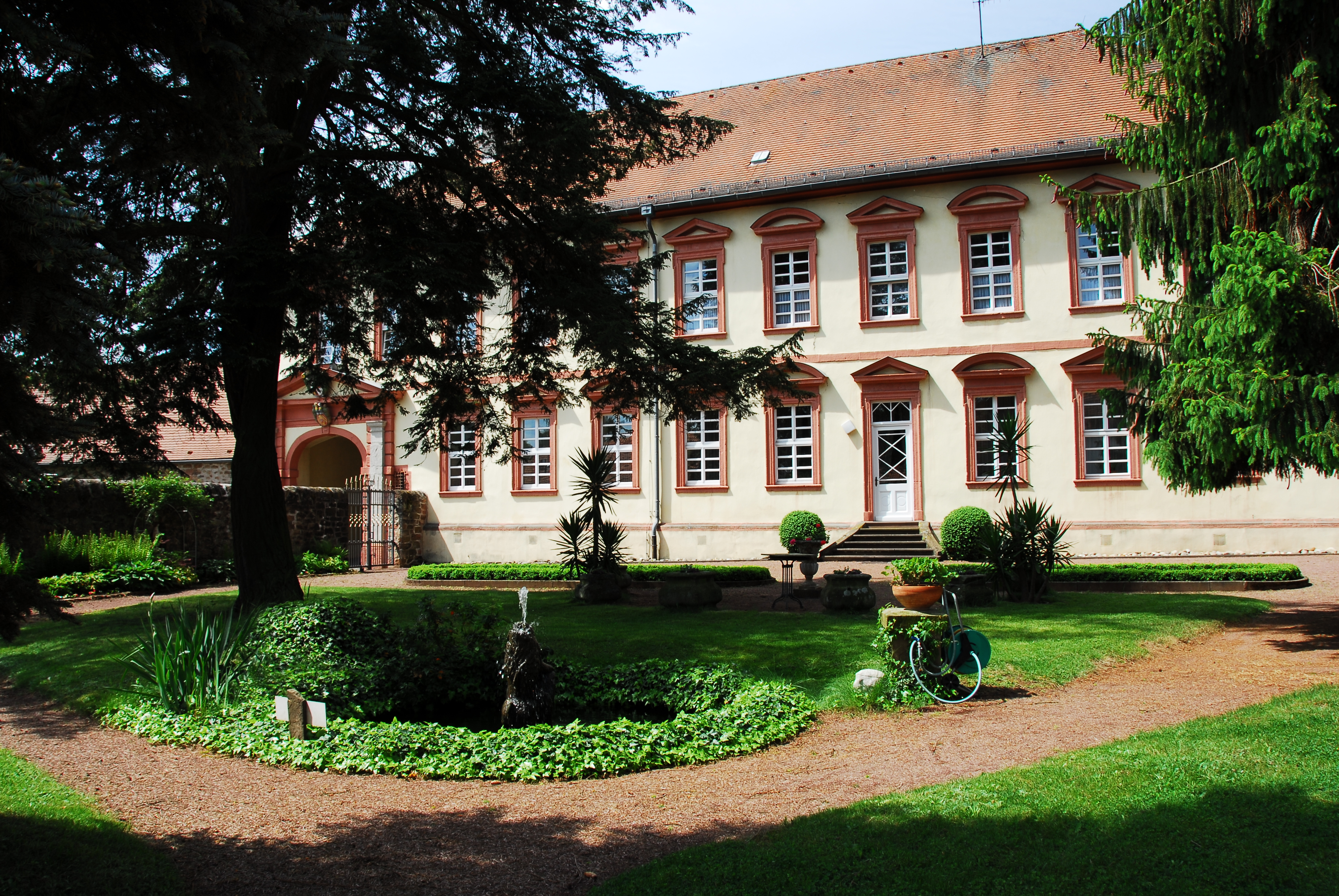
Ostseite des Propstschlosses Blankenau

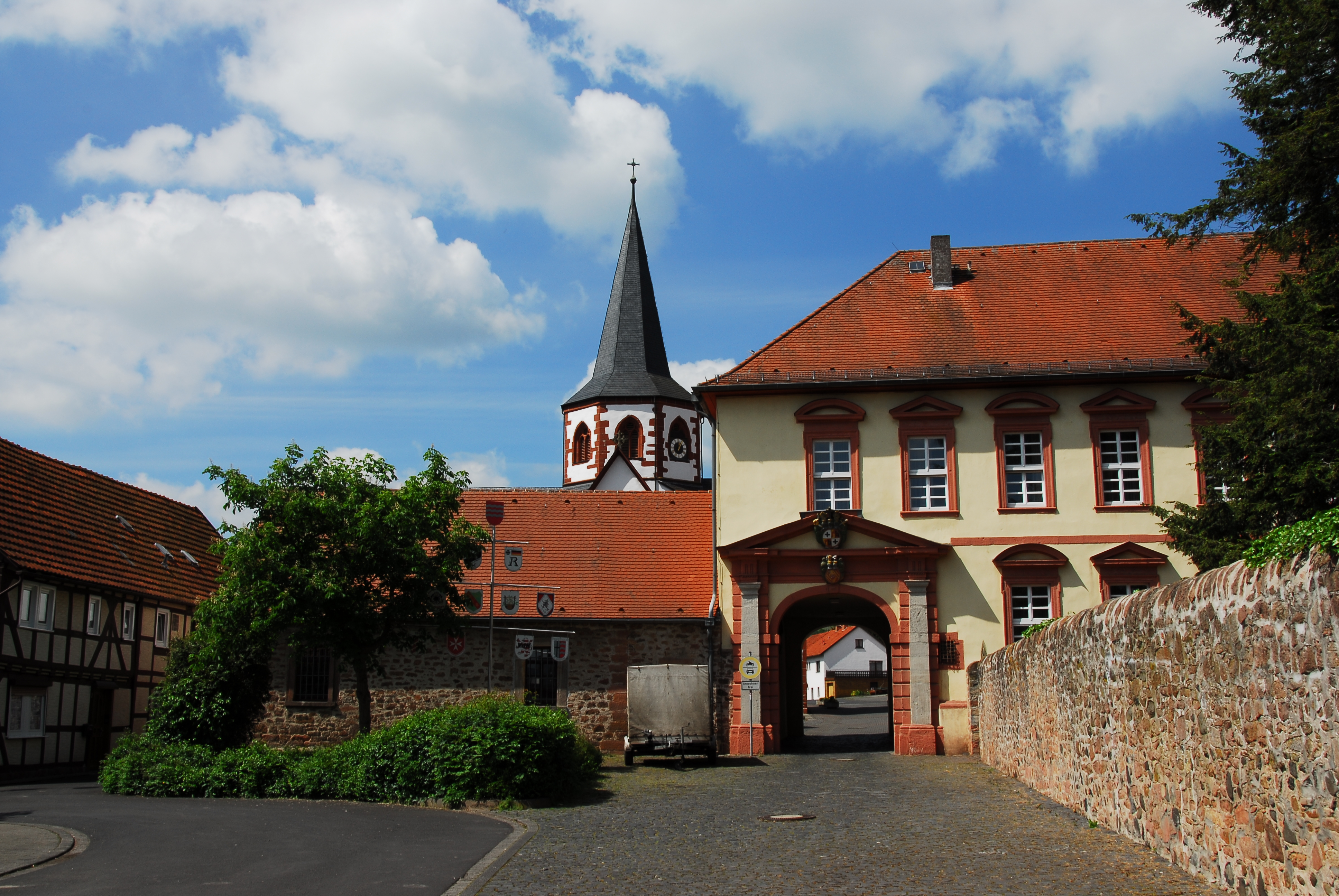
Eingang zum ehem. Klosterbezirk mit Klosterkirche und Propstei Blankenau

### Die Pröpste von Blankenau
Die Liste der Pröpste des Klosters in Blankenau ist lückenhaft und nicht mehr vollständig zu ermitteln. Bei der Urkunden- und Geschichtsrecherche des früheren Klosters sind in den unterschiedlichsten Urkunden die Namen der für das Kloster handelnden Personen genannt. Aufgrund des Fehlens genauer Aufzeichnungen vor 1565 wird in der Geschichtsforschung davon ausgegangen, dass es sich um den jeweiligen Propst des Klosters handelt. Sofern kein genauer Zeitraum der jeweiligen Amtszeit eines Propstes vorliegt handelt es sich um das Jahr der Verfassung einer Urkunde mit der jeweiligen Namensnennung. In Blankenau war das Propsteiamt Blankenau zuständig.

### Ende der Propstei

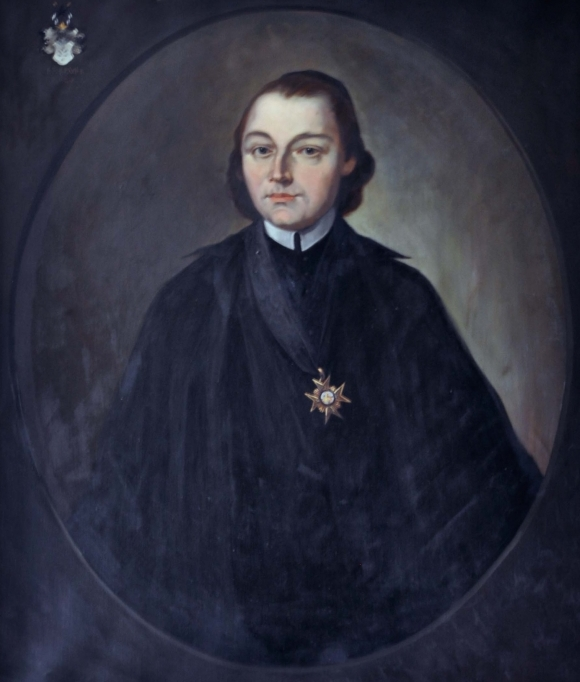
Der letzte Propst von Blankenau: Joseph von Hettersdorf

Propst Josef von Hettersdorf (1776–1802) musste 1802 die Aufhebung der Propstei durch Napoleon erleben. Blankenau kam daraufhin mit dem gesamten Gebiet der Fürstabtei Fulda zunächst an den Prinzen von Oranien, wechselte in der Folgezeit häufig die politische Zugehörigkeit, um zuletzt Staatsdomäne des preußischen Staates zu werden. Nach der Auflösung der Domäne 1906 wurden die weitläufigen Ländereien zu Gunsten des Staates meistbietend veräußert. Der Bischöfliche Stuhl in Fulda kaufte das Propsteigebäude zurück, das seitdem als Wohnung des jeweiligen Pfarrers und als Pfarrhaus für die Pfarrei St. Simon und Judas, genutzt wird.
Die ehemalige Kloster- und Propsteikirche verblieb mit der Auflösung der Propstei durch die Säkularisation in 1802 den Blankenauern als katholische Pfarrkirche erhalten und wird heute noch genutzt. Unter denkmalpflegerischen Gesichtspunkten erfolgte im Jahre 1962 eine grundlegende Sanierung der Kirche.

## Politik
Nachkriegszeit bis 1973

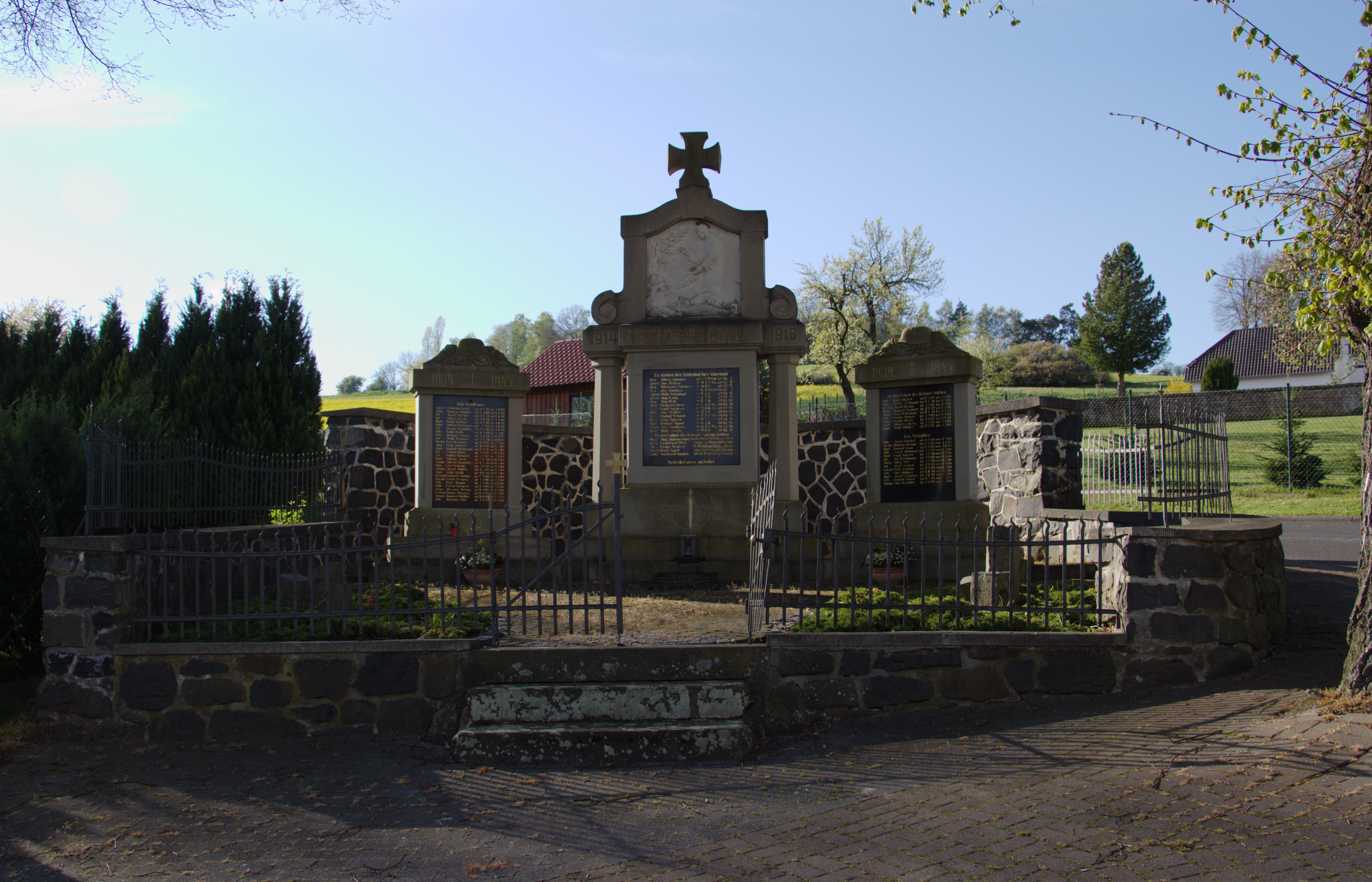
Das Kriegerdenkmal für die beiden Weltkriege unterhalb des Friedhofes

Nach dem Ende des Zweiten Weltkriegs 1945 wurden die politischen Entscheidungen in Blankenau zunächst von der amerikanischen Militärregierung getroffen. Mit der landesweiten Entnazifizierung wurden auch in Blankenau alle Funktionsträger wie Lehrer, Bürgermeister, Beamte der ehemaligen Nazidiktatur und viele andere auf ihre politische Vergangenheit und Parteizugehörigkeit zur NSDAP überprüft. In Blankenau blieb der seitherige Bürgermeister Leo Schlitzer bis zum Juli 1946 im Amt, bevor die damalige Gemeindevertretung in einer Sitzung am 10. September 1946 als neuen Bürgermeister Josef Dietz wählte. Dieses Amt übte er unter schwierigsten Verhältnissen (Unterbringung von 210 Flüchtlingen und Heimatvertriebenen) bis zur ersten demokratischen Kommunalwahl in 1948 aus. Bei dieser Wahl wurde erstmals auch die Gemeindevertretung (Gemeinderat) von der wahlberechtigten Bevölkerung neu gewählt. Nach erfolgter Konstituierung des ersten Blankenauer Nachkriegsparlamentes am 27. Mai 1948, erfolgte in der gleichen Sitzung die Wahl des neuen ehrenamtlichen Bürgermeisters. Diese wählte zum ersten demokratisch gewählten Nachkriegsbürgermeister von Blankenau wieder Josef Dietz. Damit wurde er in seiner Funktion bestätigt. Bei den folgenden Kommunalwahlen in den Jahren 1948, 1952, 1956, 1960 und den jeweils anschließenden Bürgermeisterwahlen (durch die jeweils gewählte Gemeindevertretung) wurde er erneut in seinem Amt bestätigt. Josef Dietz leitete die Geschicke der Gemeinde in den Nachkriegsjahren bis 1964. In seiner Amtszeit erlebte Blankenau eine Um- und Aufbruchzeit, die durch zahlreiche Maßnahmen zur Verbesserung der Infrastruktur bekleidet wurden. So wurde unter anderem der Kindergarten, die Schule, sowie die Wasserversorgung neu gebaut.
Im September 1964 wurde als zweiter Bürgermeister nach dem Krieg Karl Faulstich durch die Gemeindevertretung gewählt. Dieses Amt bekleidete er acht Jahre bis zur Gebietsreform des Landes Hessen 1972/73. Unter Bürgermeister Karl Faulstich wurde die begonnene Verbesserung der Infrastruktur im Ort kontinuierlich fortgeführt.
Entwicklung seit 1973
Mit der Gebietsreform im Lande Hessen und der Eingliederung von Blankenau in die neue Gemeinde Hosenfeld zum 1. Januar 1973 ging das Bürgermeisteramt in Blankenau unter und wurde entsprechend der Gesetzeslage durch einen Ortsvorsteher, der durch den Ortsbeirat gewählt wird, ersetzt. Die Stellung des Bürgermeisters wurde ab diesem Zeitpunkt durch den gewählten hauptamtlichen Bürgermeister der neuen Großgemeinde Hosenfeld ersetzt (siehe Bürgermeister von Hosenfeld).

### Bürgermeister und Ortsvorsteher von Blankenau seit 1900
| Titel         | Name              | von  | bis   |
| ------------- | ----------------- | ---- | ----- |
| Bürgermeister | Weber, Bonifatius | 18.. | 1901  |
| Bürgermeister | Kropp, Wilhelm    | 1901 | 1908  |
| Bürgermeister | Appel, Philipp    | 1908 | 1930  |
| Bürgermeister | Schlitzer, Leo    | 1930 | 1946  |
| Bürgermeister | Dietz, Josef      | 1946 | 1964  |
| Bürgermeister | Faulstich, Karl   | 1964 | 1972  |
| Ortsvorsteher | Schnabel, Willi   | 1973 | 1981  |
| Ortsvorsteher | Deigert, Waldemar | 1981 | 2001  |
| Ortsvorsteher | Weber, Siegfried  | 2001 | heute |

### Ortsbeirat
Für den Ortsteil Blankenau besteht ein Ortsbezirk (Gebiete der ehemaligen Gemeinden Blankenau) mit Ortsbeirat und Ortsvorsteher nach der Hessischen Gemeindeordnung.
Der Ortsbeirat besteht aus sieben Mitgliedern. Bei den Kommunalwahlen in Hessen 2021 betrug die Wahlbeteiligung zum Ortsbeirat 63,57 %. Alle Kandidaten gehörten der Bürgerliste Blankenau an.
Der Ortsbeirat wählte  Hubert Krah zum Ortsvorsteher.

## Kultur und Infrastruktur

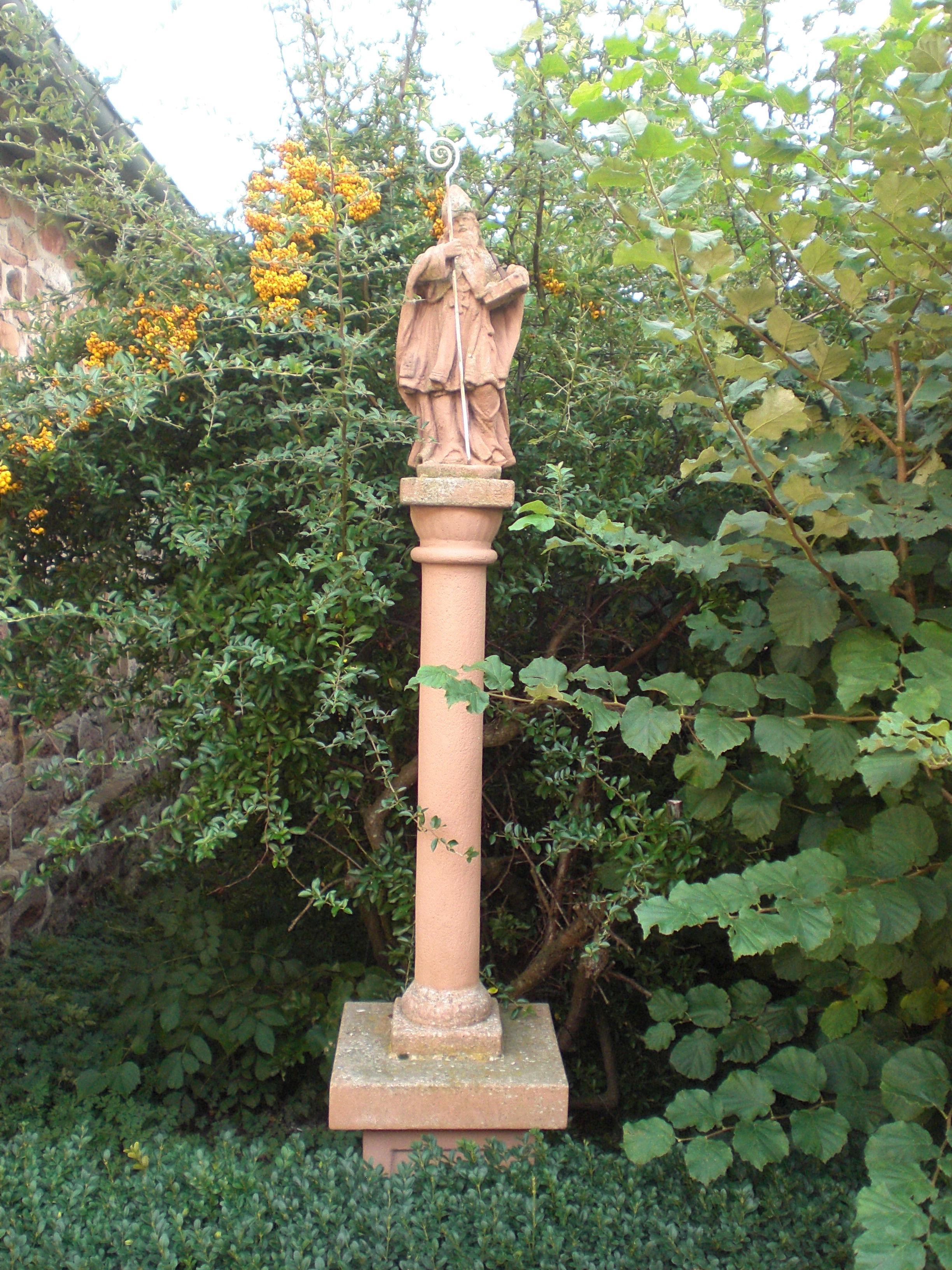
Der Bonifatiusbildstock am Popsteiplatz

Blankenau ist mit der Pfarrkirche ein Ort an der Bonifatius-Route und Stempelstelle für den Pilgerausweis.
Gemeinschaftliche Einrichtungen:
Bildergalerie

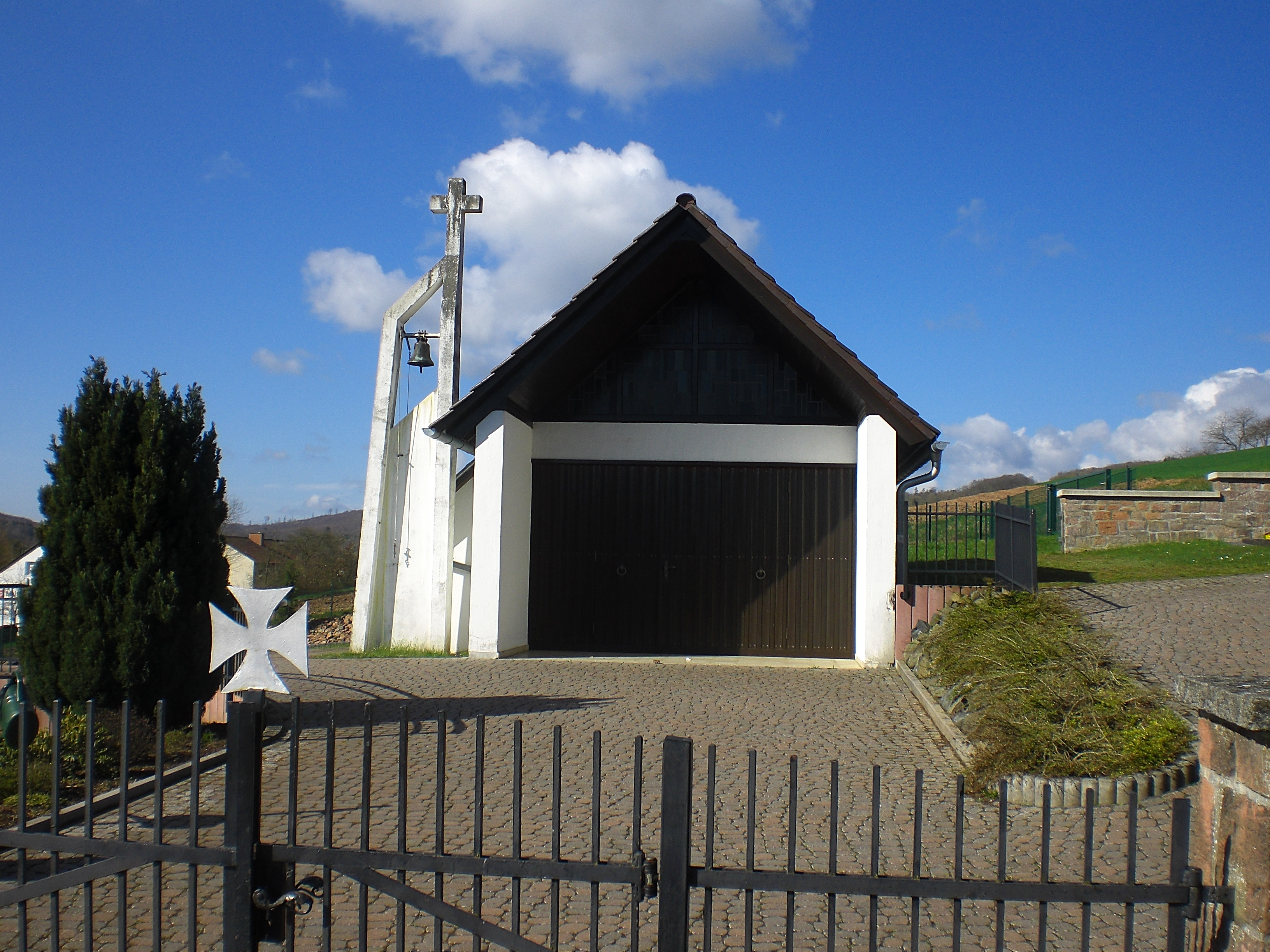
Die Friedhofskapelle
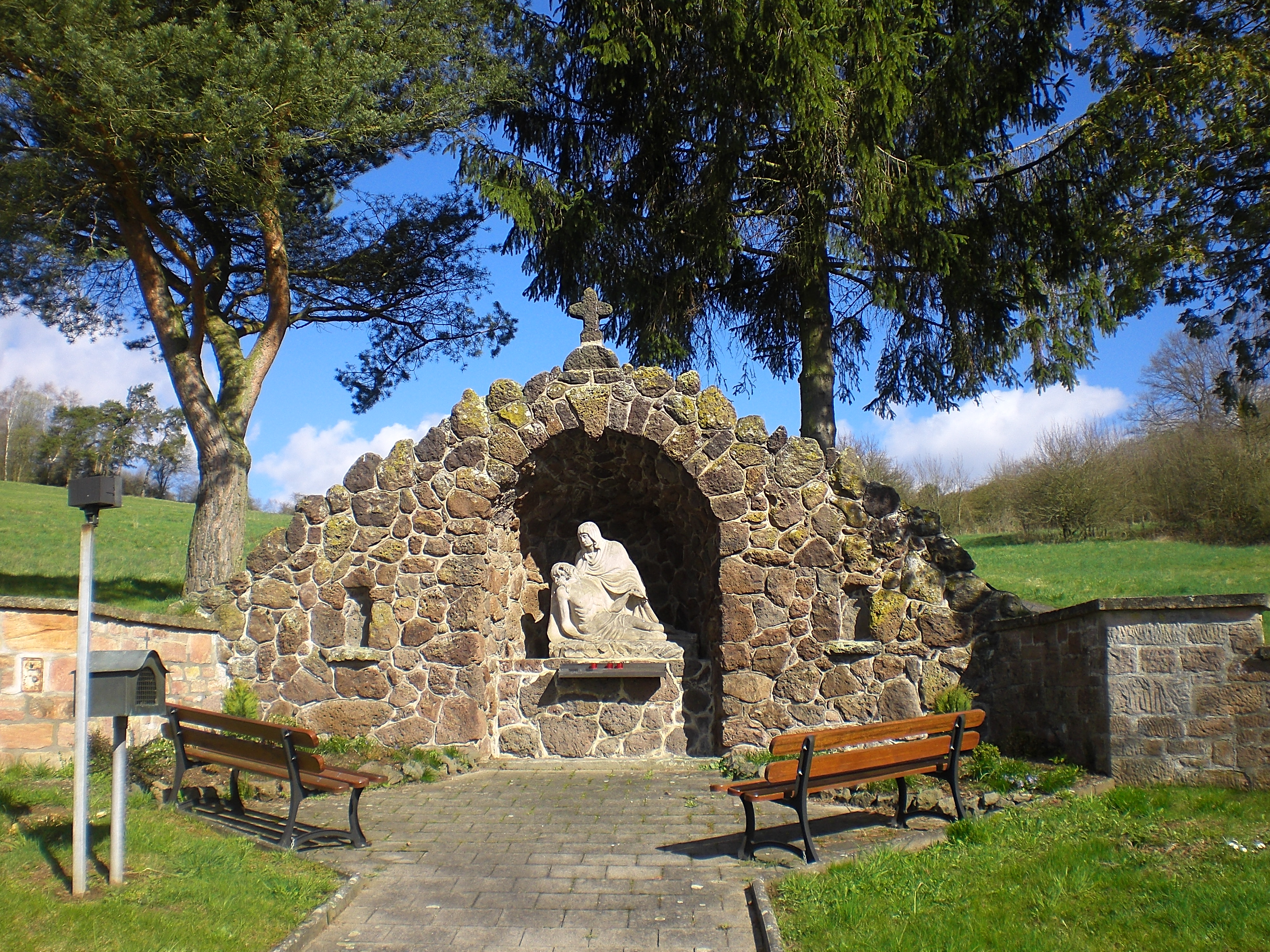
Die Pietà in einer Grotte
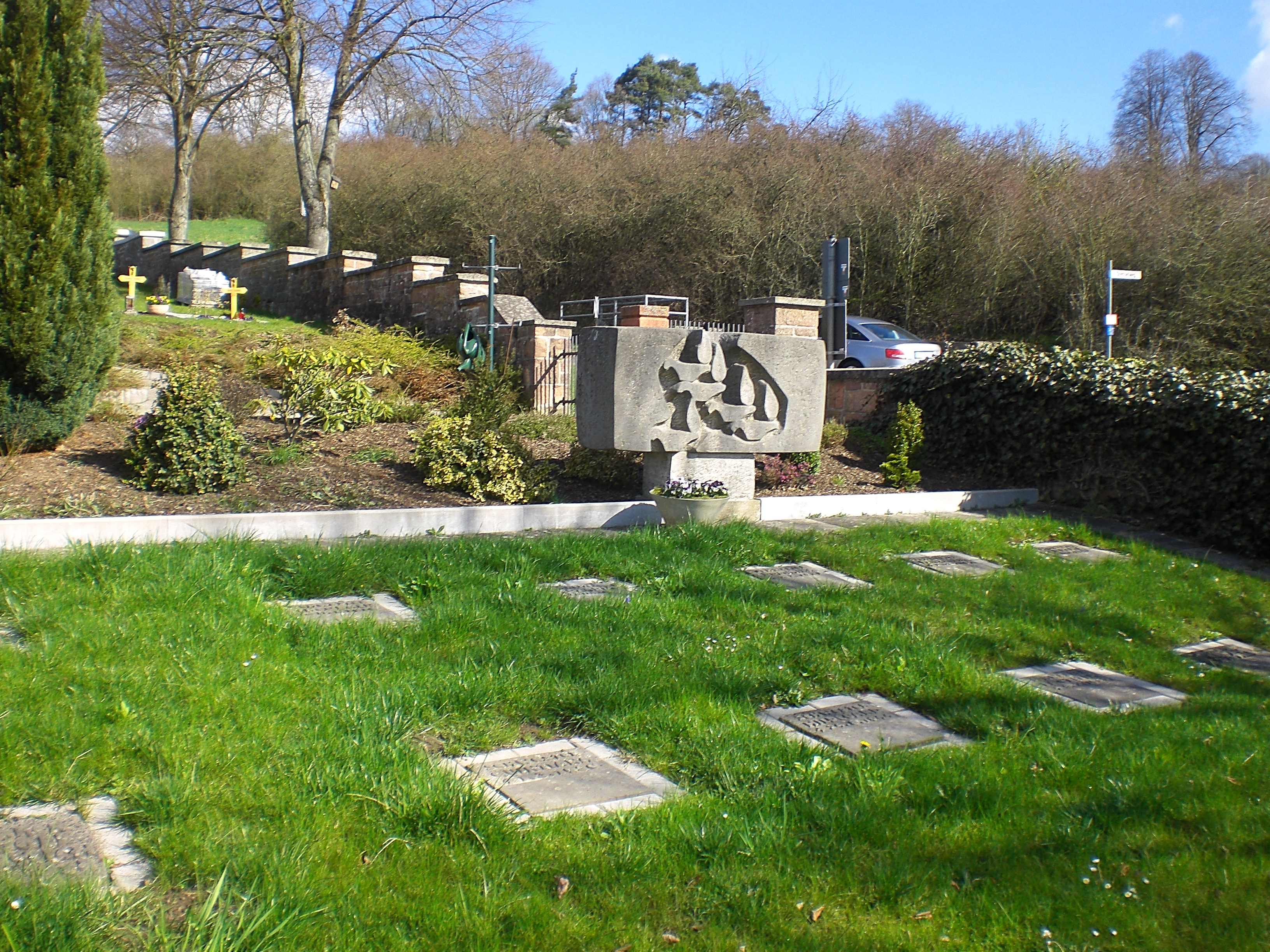
Die Grabanlage für die Ordensschwestern des Hospitals (Altenheim) und Pfarrer von Blankenau
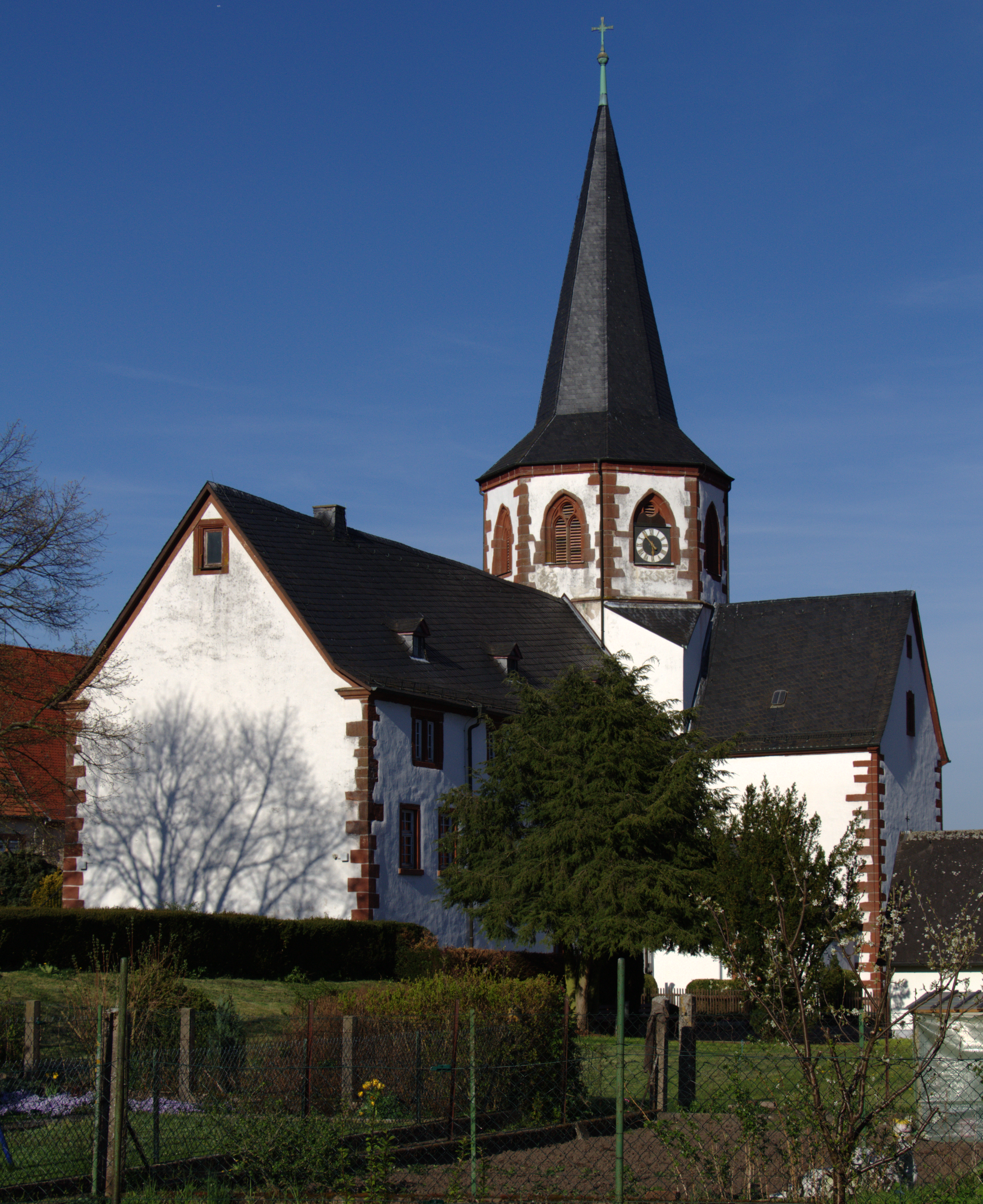
Die ehemalige Klosterkirche ist jetzt Pfarrkirche

Die notwendige dörfliche Infrastruktur stellen das Bürgerhaus und angegliederter MalteserGarage der örtlichen Maltesergruppe sicher. Dem Dorfgemeinschaftshaus mit Schießstand des Schützenvereins ist ein Kinderspielplatz für die kleinsten Einwohner angegliedert.
Eine Gemeinschaftsgefrieranlage sowie ein Sportlerhaus mit Fußballspielfeld. Ein gemeindlicher Friedhof befindet sich im Ort. Unterhalb des Friedhofes ist das örtliche Kriegerehrenmal gelegen. Weiter gibt es ein Feuerwehrhaus. Zwei Dorfbackhäuser aus dem 19. Jahrhundert und ein Malteserstützpunkt in der ehemaligen Lehrerwohnung der früheren Volksschule ergänzen das Angebot. Der Betrieb des örtlichen Kindergartens ist 2018 mangels Kindernachwuchs eingestellt worden. Das Gebäude im St. Elisabethenweg 4 neben dem ehemaligen Spital (Altenheim) soll veräußert werden.

## Naturdenkmale

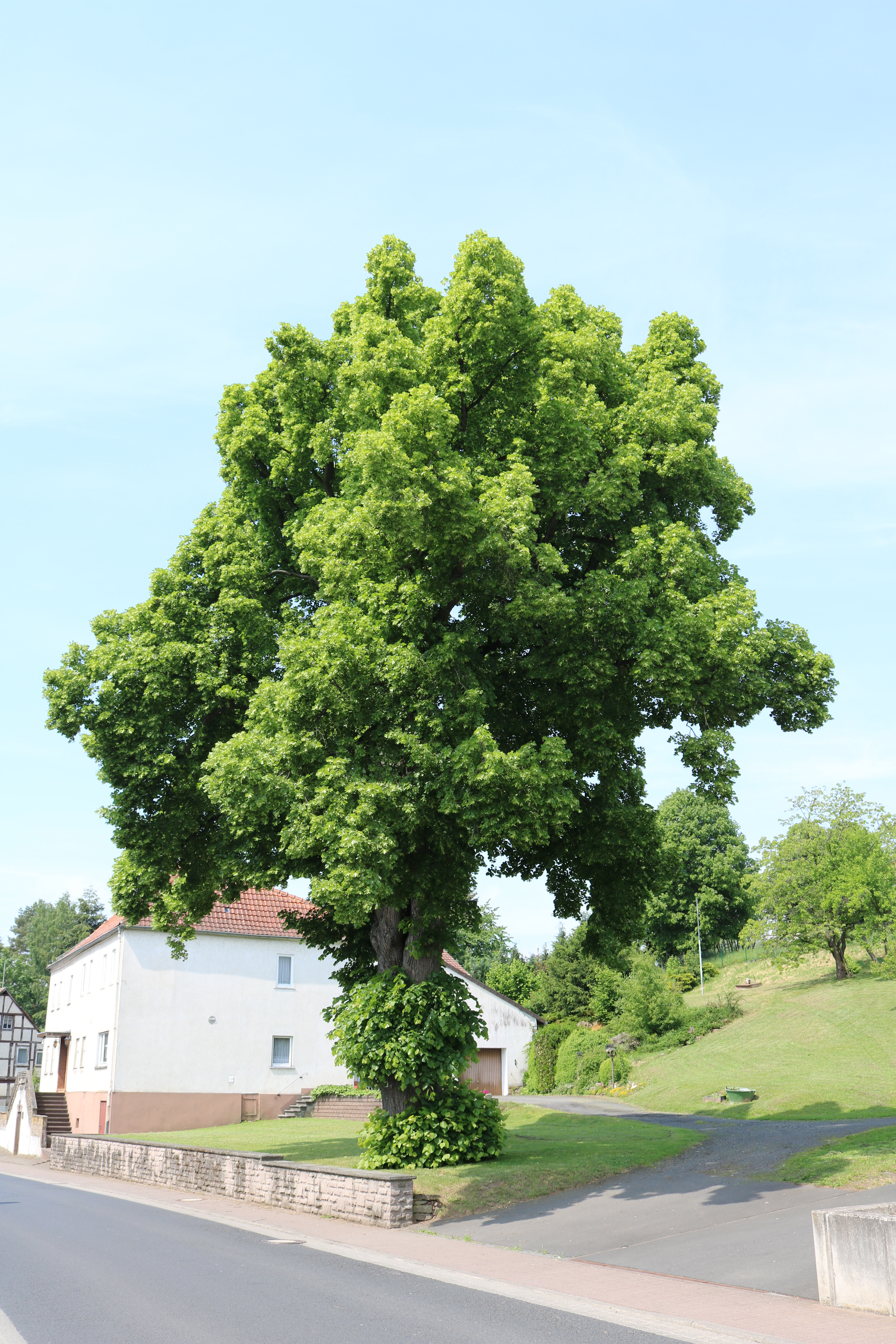
Der imposante Anblick der Amtslinde vor der 1744 von Propst Adalbert von Walderdorff errichteten Amtswirtschaft

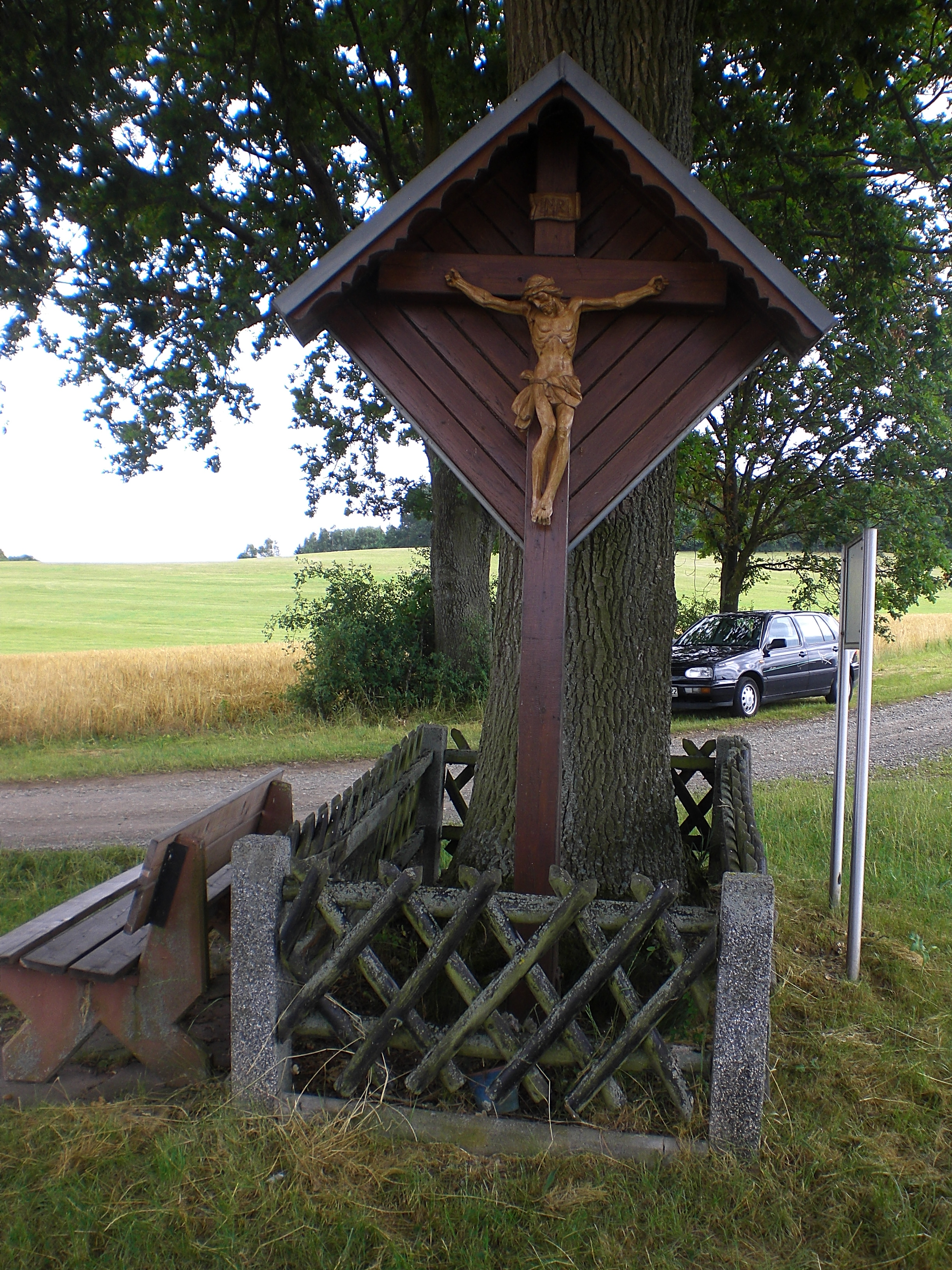
Die Herrgottseiche von 1947 bei Blankenau mit erneuertem Kruzifix

Mit der Linde bei der ehemaligen Amtswirtschaft von 1744 ist ein Naturdenkmal in der bebauten Ortlage.

Siehe auch: 
Abgegangenes Naturdenkmal "Herrgottseiche Blankenau"
Eine zirka 600 Jahre alte Eiche mit einem Stammumfang von 3,50 m Durchmesser stand bis zum 13. Mai 1941 an der Stelle der heutigen „Herrgottseiche“. Die durch einen Blitzschlag ausgebrannte Baumruine wurde durch eine Neupflanzung im Jahre 1947 ersetzt.

## Bildstöcke
Ein Bildstock, von altdeutsch stock/stoc ‚etwas in die Höhe Ragendes, in Hessen als Heiligenstock, in Österreich und Bayern auch als Marterl oder Marter, Materle, Materla, Wegstock oder Kreuz bezeichnet, in der Schweiz als Helgenstöckli, (meist das Abbild eines Heiligen, einer Szene mit Heiligen oder des gekreuzigten Christus) trägt.

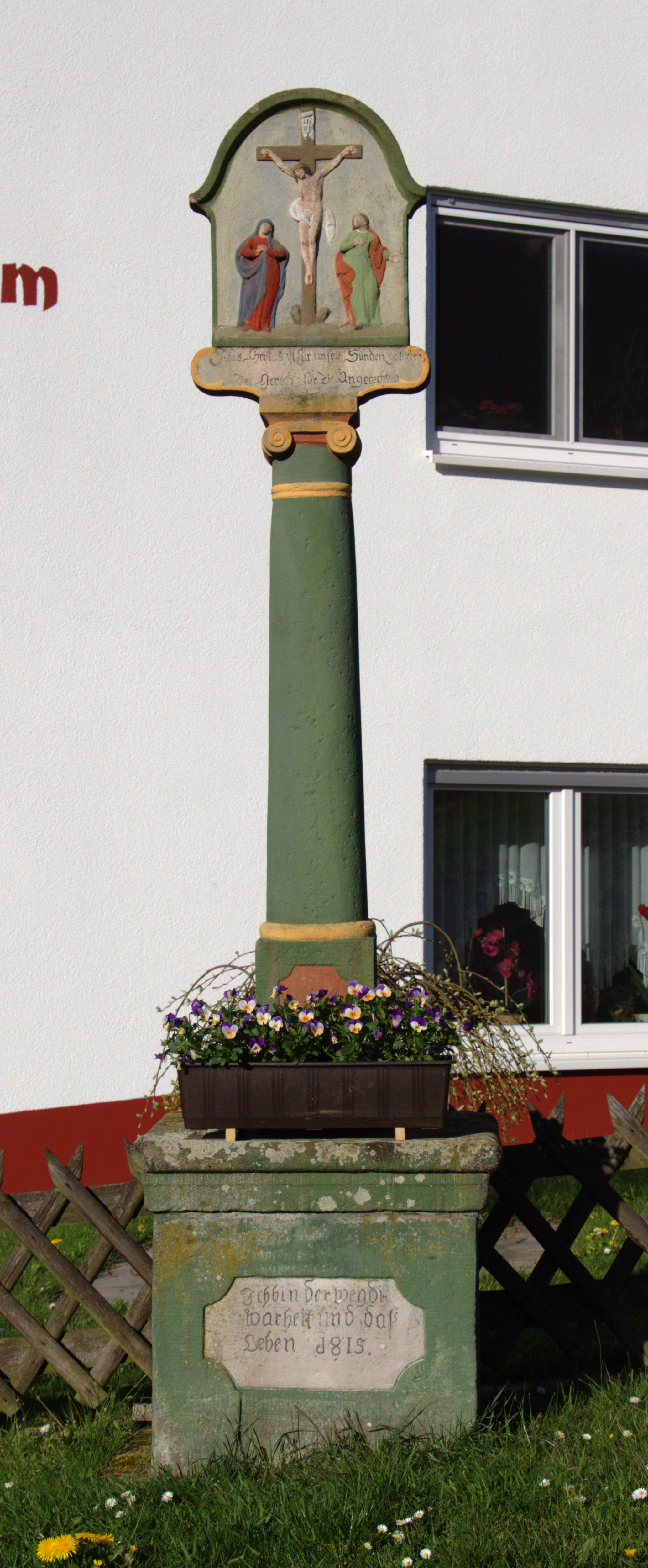
Hosenfelder Weg / Ecke Friedberger Straße
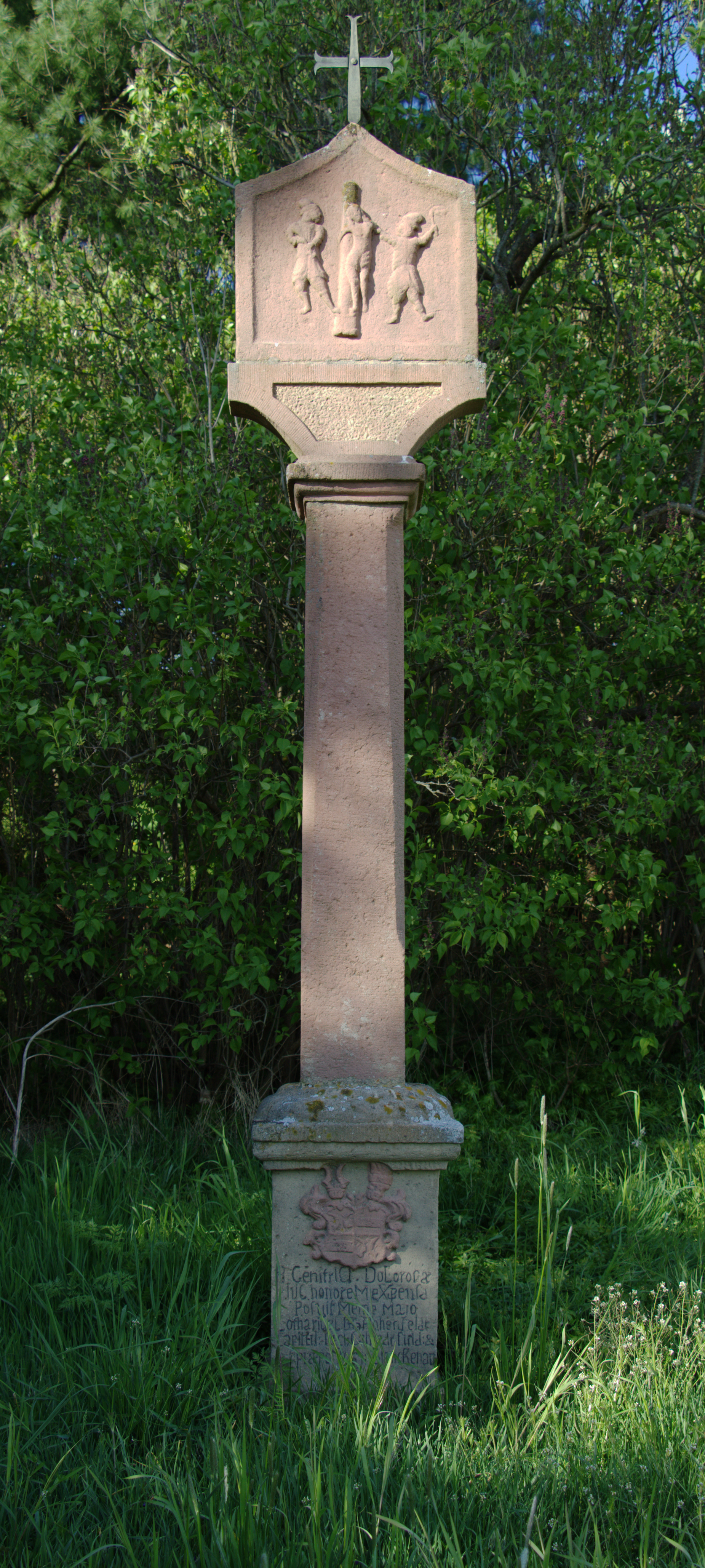
Blankenauer Straße 12 zwischen Hainzell und Blankenau
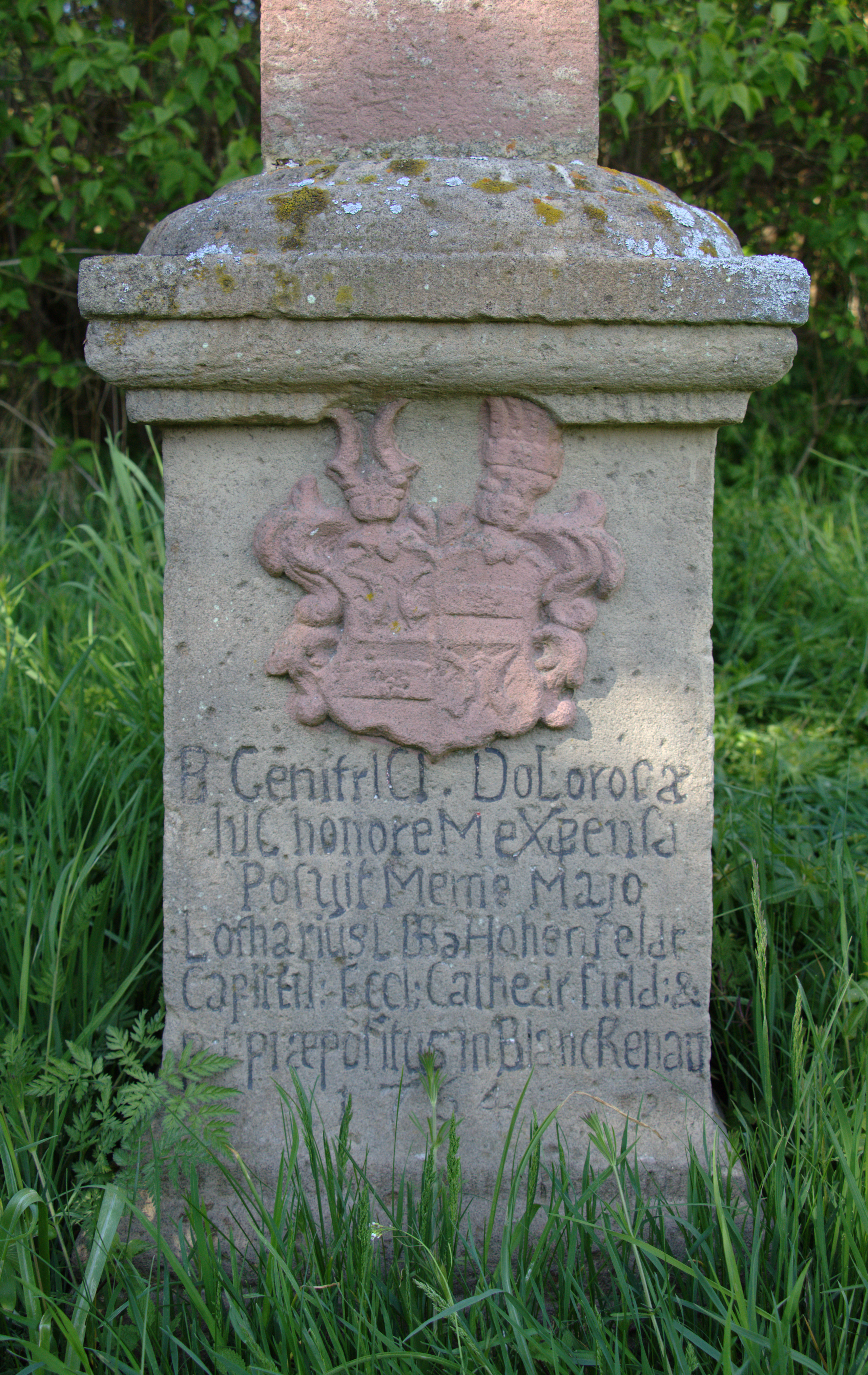
Sockelinschrift
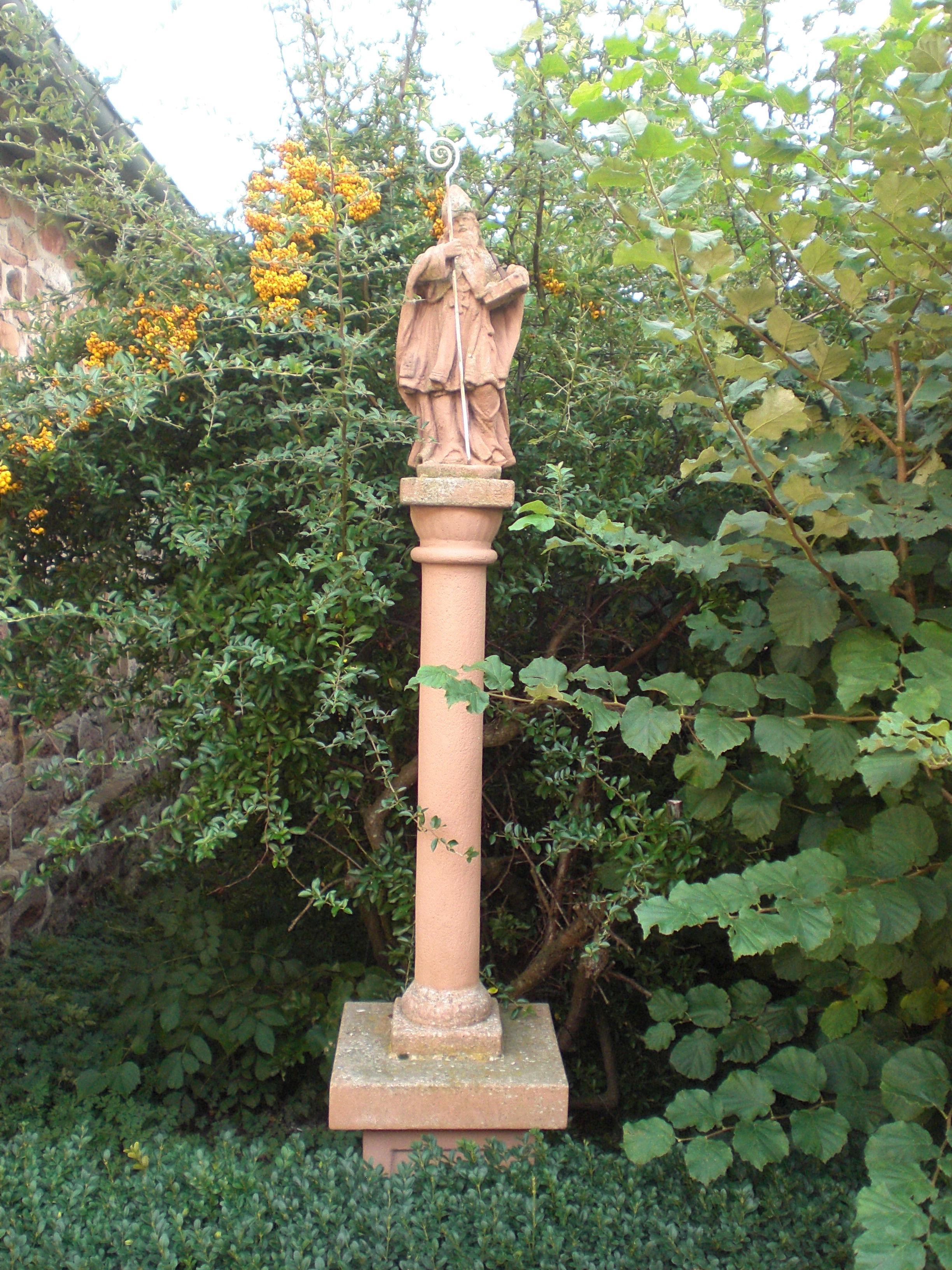
Der Bonifatiusbildstock am Propsteiplatz
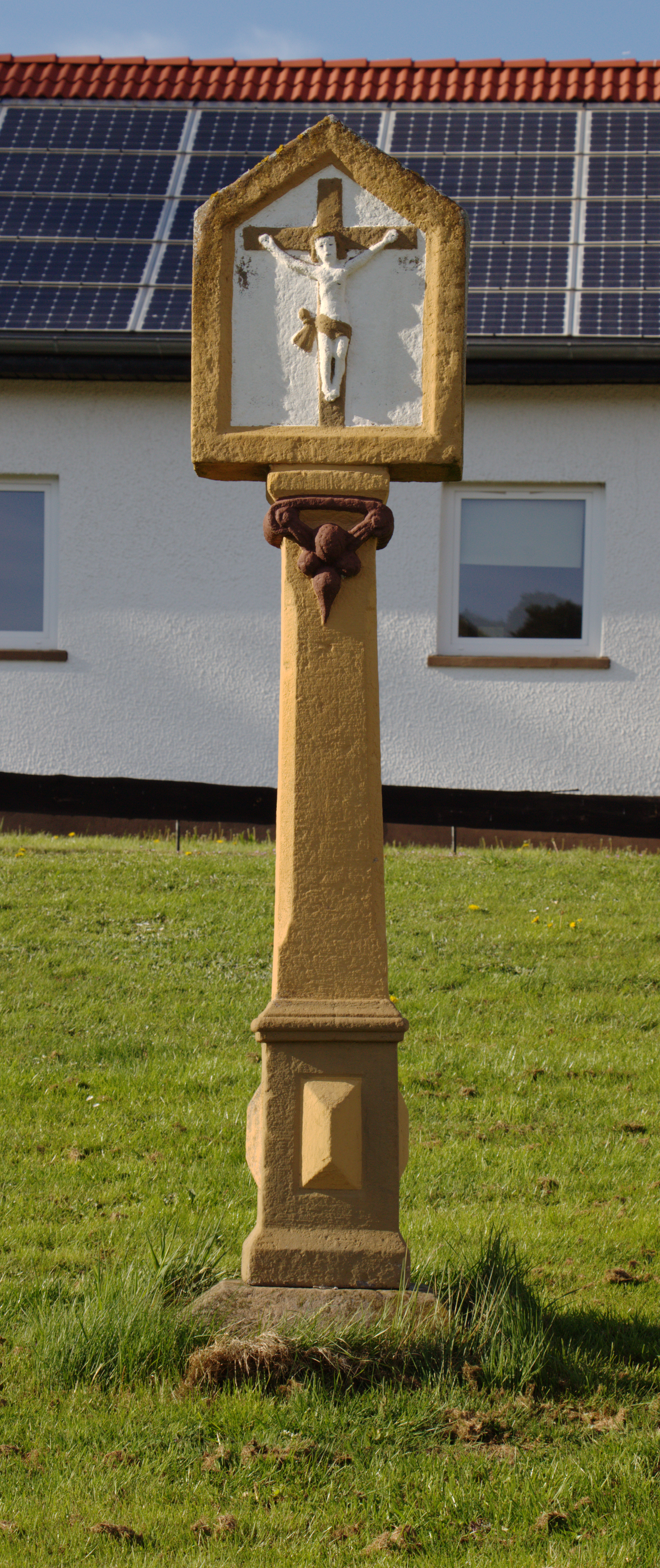
Lüdertalstraße 8
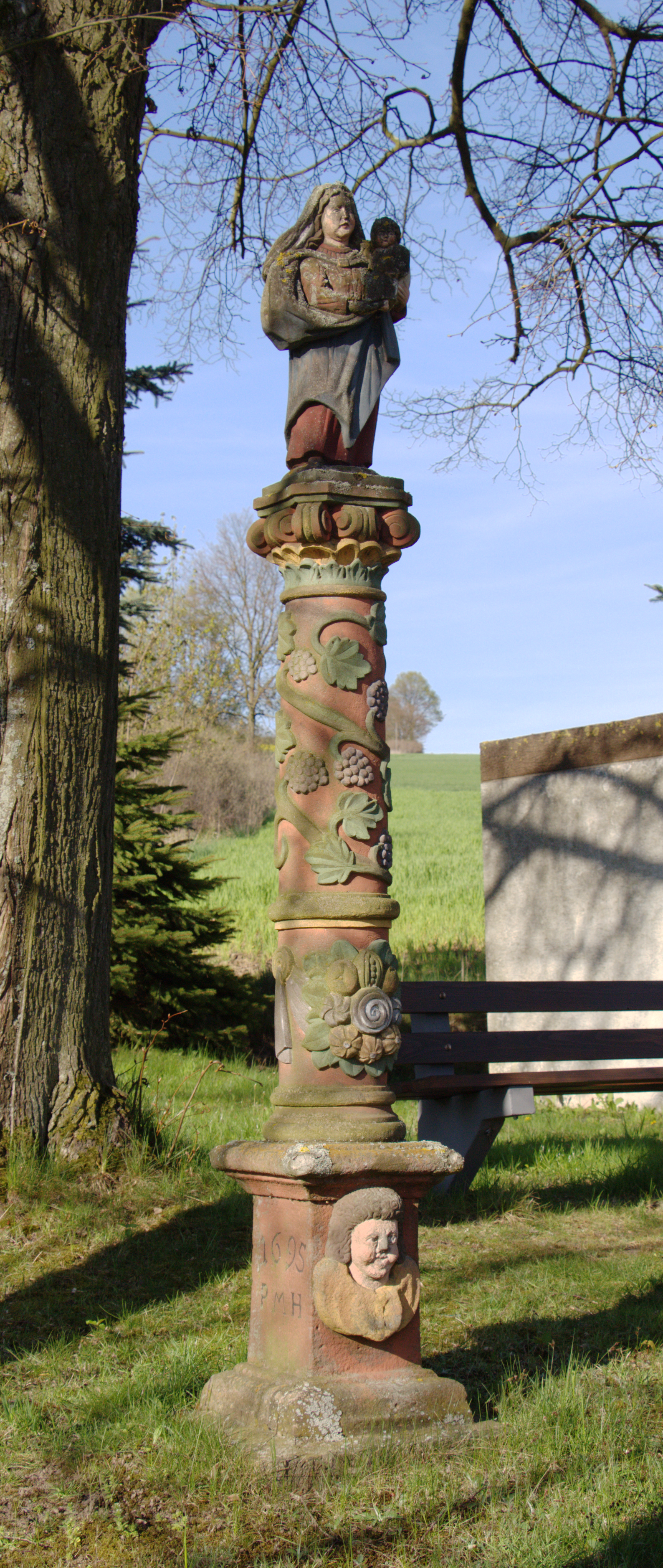
Lüdertalstraße 28